# アダム・リース (数学者)

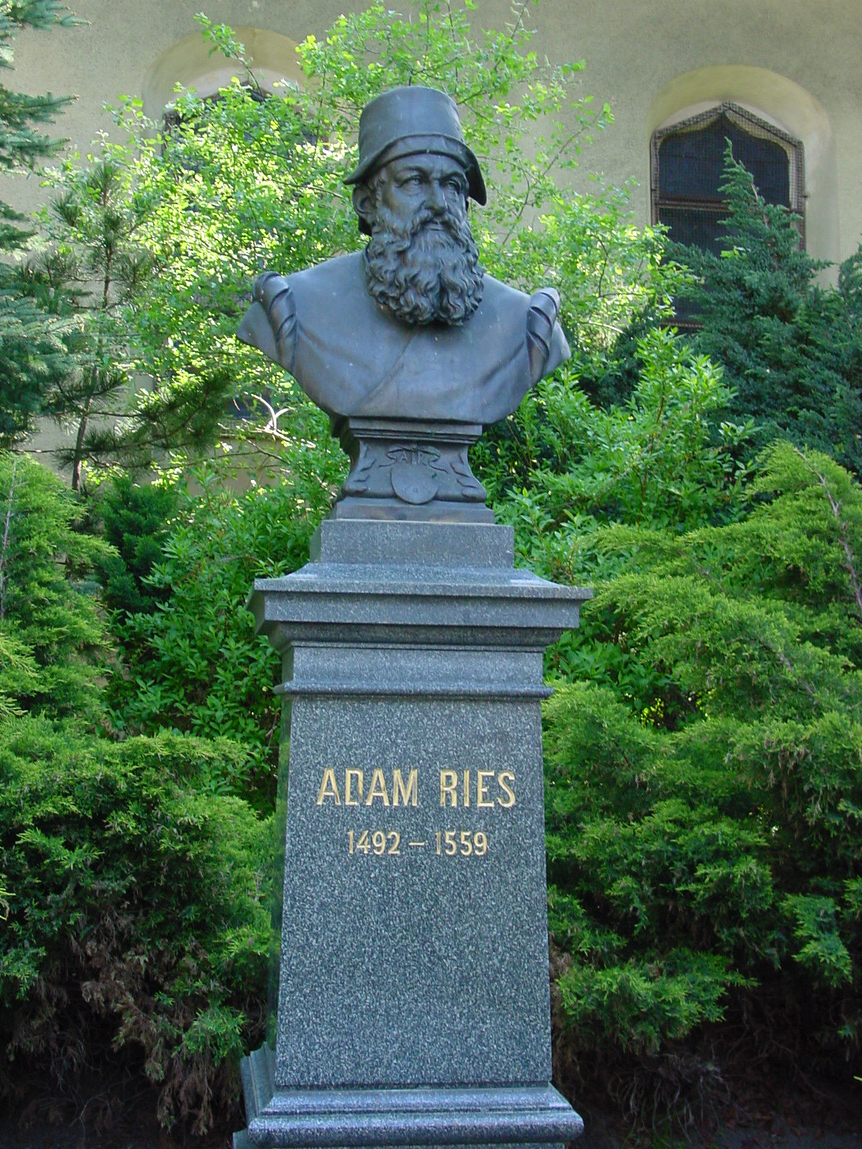
アンナベルク＝ブッフホルツにあるアダム・リースの胸像

アダム・リース （Adam Ries, 1492年 - 1559年3月30日）は、ドイツの数学者。アダム・リーゼ (Adam Riese) の名で知られているが、科学者や歴史学者はリースが正しい名であると指摘している。
フランケン地方のシュタッフェルシュタインの生まれ。エアフルトやアンナベルクで数学学校の校長を務めた。彼は3冊の数学書を出版している。
- 『Rechnung auff der linihen』 (1518年)
- 『Rechnung auff der linihen vnd federn』 (1522年) （この書物は、少なくとも108版を超えている）
- 『Rechenung nach der lenge auff den Linihen vnd Feder』 (1550年) （『Practica』というタイトルでも知られている）

4冊目となるはずの代数学に関する著作『Coss』は生前には出版されなかった。その原稿は1992年に発見され、B.G.トイプナーによって出版された。
アダム・リースがその著書を、当時の慣習であったラテン語ではなく、ドイツ語で書いたことは特筆すべき事である。これにより彼は多くの読者を得たばかりでなく、マルティン・ルターと同じようにドイツ語の標準化に貢献したのであった。
リースはアンナベルクで亡くなった。